# Audi 100
L'Audi 100 è un'autovettura di fascia medio-alta (le prime generazioni) e alta (le ultime) costruita in più serie dalla casa automobilistica tedesca Audi tra il 1968 e il 1994.

## Storia
La gamma dell'Audi 100 si articolò in quattro diverse generazioni, designate per comodità con la lettera C seguita da un numero compreso tra 1 e 4, ed al succedersi di ogni generazione tale modello a livello di configurazione si avvicinò maggiormente al segmento di mercato occupato dalle berline di lusso, abbandonando progressivamente quello occupato dalle berline medie.

### 1968, il lancio
Introdotta nel 1968, la prima generazione dell'Audi 100 è nota anche con la sigla C1 oppure anche con la sigla di progetto interna Typ F104, a sottolineare una sorta di continuità produttiva con la prima Audi del dopoguerra, la F103, pur non essendo quest'ultima appartenente alla stessa fascia di mercato della 100. La prima generazione dell'Audi 100 fu il modello che diede il via al quel lungo cammino che avrebbe portato la rediviva Casa dei quattro anelli verso il settore premium del mercato. Fu disponibile in tre varianti di carrozzeria: berlina a 2 e a 4 porte e coupé.

### Seconda serie
Nel 1976 venne introdotta la seconda generazione dell'Audi 100 in sostituzione della prima: contraddistinta dalla sigla di progetto Typ 43 (seguendo stavolta la numerazione interna della Volkswagen), la seconda generazione dell'Audi 100 viene però più comunemente indicata con la sigla C2. Rispetto alla precedente generazione propose linee più moderne ed eleganti e venne proposta nuovamente in tre varianti di carrozzeria, ma stavolta al posto della coupé si ebbe l'arrivo della 100 Avant, una sorta di fastback a 5 porte, modello precursore delle Sportback che sarebbero arrivate ben quarant'anni dopo. La 100 C2 vide le proprie dimensioni crescere rispetto alla 100 C1 (circa 7 cm in più in lunghezza), segno della volontà della Casa di Ingolstadt di tendere maggiormente verso un mercato premium che garantisse alti margini di profitto. Tale volontà è visibile anche nel fatto che dalla seconda generazione dell'Audi 100 venne derivata la cosiddetta Audi 200, una versione con carrozzeria ridisegnata in alcuni punti in modo da risultare ancora più elegante e con motorizzazioni particolarmente potenti. A proposito di motorizzazioni, l'Audi 100 C2 vide l'esordio del primo motore diesel ad equipaggiare un'Audi e il primo motore a 5 cilindri, un frazionamento che riscuoterà un successo enorme nel decennio seguente grazie agli eccezionali risultati nei rally con l'Audi Quattro.

### Terza serie
La terza generazione arrivò nel 1982 con la sigla interna di Typ 44 e quella più comunemente usata, ossia C3. Questo nuovo modello crebbe ancora di dimensioni (10 cm in più in lunghezza), giungendo ad occupare un gradino decisamente più in alto rispetto alle due generazioni precedenti. Ma soprattutto fu la prima Audi alla quale vennero applicati per la prima volta in misura massiccia gli studi sull'aerodinamica, dando luogo ad una vettura dal Cx di 0,30 (un valore notevole per quegli anni) contro lo 0,42 della seconda generazione. Inoltre, portò per la prima volta in casa Audi un motore turbodiesel, ma anche la trazione integrale. Venne proposta in due sole varianti di carrozzeria: berlina a 4 porte e station wagon. Quest'ultima riprese il nome Avant dalla fastback realizzata sulla base della precedente Audi 100, ma stavolta il modello era una vera e propria giardinetta, anche se con portellone visibilmente inclinato. In ogni caso, da quel momento in poi, la denominazione Avant avrebbe identificato tutte le station wagon Audi.

### 1991, ultima generazione
La quarta ed ultima generazione dell'Audi 100 venne lanciata nel 1991 e divise la propria carriera in due parti: durante la prima parte, prima del restyling, venne commercializzata effettivamente come Audi 100, mentre durante la seconda parte dopo il restyling, avvenuto nel 1994, cambiò la propria denominazione in Audi A6. La quarta generazione dell'Audi 100 fu quindi anche la prima dell'Audi A6. Anch'essa venne proposta come berlina a 4 porte e come station wagon e per quanto riguarda le motorizzazioni, accanto ai consueti motori a 4 e a 5 cilindri, debuttarono nuove motorizzazioni a 6 e persino ad 8 cilindri. Quest'ultima motorizzazione andò ad equipaggiare il modello 100 S4, il primo di una serie di modelli a vocazione sportiva che troverà il suo apice durante l'altrettanto fortunata saga dell'Audi 'A6'.

## Galleria d'immagini
| Audi 100 C1 | Audi 100 C2 | Audi 100 C3 | Audi 100 C4 |
| ----------- | ----------- | ----------- | ----------- |
|             |             |             |             |
|             |             |             |             |
| 1968-1976   | 1976-1982   | 1982-1991   | 1991-1994   |